# Christian Allard
Pour les articles homonymes, voir Allard.
Christian Allard, né le 31 mars 1964 à Dijon, dans le département français de la Côte-d'Or, est un homme politique de nationalité franco-britannique. Il est député au Parlement écossais sous l'étiquette du Parti national écossais de 2013 à 2016 et député européen de 2019 à 2020.

## Biographie
Christian Allard s'installe en Écosse en 1986 comme employé dans le domaine de la pêche. Il se marie avec une Écossaise et travaille dans une société d'exportation de fruits de mer.
Il rejoint le Parti national écossais en 2004 et figure sur la liste de celui-ci pour les élections parlementaires écossaises de 2011 comme suppléant. Deux ans plus tard, il devient député au Parlement écossais dans la circonscription d'Écosse du Nord-Est à la suite du démission d'un autre élu
. Sa prestation de serment devant le Parlement écossais, prononcée en anglais et dans sa langue maternelle, constitue la première utilisation du français à cette fin,. Il se prononce en faveur de l'indépendance de l'Écosse lors du référendum de septembre 2014. Il conserve son siège jusqu'à la fin de la législature en 2016 et élu membre du conseil municipal d'Aberdeen l'année suivante.
Le 23 mai 2019, il est élu député européen comme représentant de l'Écosse et prend ses fonctions le 2 juillet suivant. Il quitte son siège le 31 janvier 2020, lors de la sortie du Royaume-Uni de l'Union européenne.
En mai 2021, il se présente à nouveau aux élections législatives écossaises à Aberdeen.